# El saxofón en el jazz
El saxofón ocupa un lugar central en la imaginería del jazz, hasta el punto de ser el instrumento-referencia del mismo. Sin embargo, al comienzo del jazz hot, y al menos hasta bien entrados los años 1920, el saxo no logró encontrar un hueco en las formaciones del género, pues estas se fundamentaban en lo que Peter Clayton llama "Santísima Trinidad del jazz de Nueva Orleans", es decir, la sección de vientos formada por la trompeta, el trombón y el clarinete. Inicialmente serían apariciones muy puntuales: Sidney Bechet con el saxo soprano, los tenores Bud Freeman o Gene Sedric; Frankie Trumbauer con el saxo melódico en do (intermedio entre el tenor y el alto); o Ernie Caceres con el barítono, aunque todos ellos ya muy avanzada la década. Será solamente a raíz de los cambios que los estilos de Chicago y, sobre todo, Nueva York introdujeron en el jazz, y que acabaron conduciendo a la aparición del Swing, que el saxofón comienza a ocupar un lugar predominante en el jazz, no sin las iniciales reticencias de la propia crítica jazzística.
La historia del saxofón en el jazz no es homogénea para todos los tipos de saxos. Algunos de ellos se asentaron muy pronto y otros, en cambio, necesitaron un amplio periodo de desarrollo antes de tener una posición sólida. Algunos cuentan sus ejecutores por centenares, o incluso miles, y otros, como el sopranino o el bajo, apenas tienen una o dos figuras reseñables (Art Themen, para el sopranino; Adrian Rollini, Min Leibrook y Harry Gold para el bajo). Por ello, es preciso realizar el análisis de cada saxo de forma independiente.

## Saxo soprano
En palabras de Joachim E. Berendt, "el saxo soprano sigue donde el clarinete termina",  lo que explica su "desproporcionada" historia dentro del jazz. Tradicionalmente, se ha achacado la escasa presencia del soprano en el jazz anterior a los años 1960 a su dificultad para "tocarlo limpio", pues tiende por naturaleza a sonar sucio, ligeramente desafinado, en los tonos agudos. Sin embargo, esta misma cualidad ha supuesto su masiva preferencia en el jazz moderno, por cuanto la principal consecuencia de ello es que "tiende a bemolizar prácticamente todas las notas, convirtiéndolas en blue notes. Toda la escala se vuelve blue".
Lo cierto es que la historia del saxo soprano en el jazz se inicia realmente en los años 1960, especialmente a raíz del interés por el instrumento que se desarrolló en el seno de la AACM. Antes de ello, no obstante, hubo una gran figura del saxo soprano, prácticamente aislada, en época tan temprana como 1920: Sidney Bechet, en el seno de la banda de Will Marion Cook, asombró al público de la época al convertir en solista a un instrumento que apenas era utilizado como refuerzo de los metales en algunos grupos. Bechet era inicialmente un clarinetista y, durante años, simultaneó ambos instrumentos, aunque paulatinamente el soprano se fue convirtiendo en el principal, tocándolo con una gran expresividad y con la fuerza y fraseo de una trompeta. Sin embargo, Bechet tuvo muy pocos discípulos y todos ellos usaron el soprano como segundo instrumento (Johnny Hodges, Don Redman, Woody Herman, Charlie Barnet o Bob Wilber). El único de ellos que logró una cierta presencia del soprano, en parte por el gusto de Duke Ellington por la expresividad, fue Hodges quien, no obstante, abandonó su uso casi por completo a partir de los años 1940.
Sería Steve Lacy quien iniciara el despegue del instrumento. Lacy es, según Leonard Feather, el único músico de jazz que escogió el saxo soprano como instrumento principal, desde el principio, cuando tocaba dixieland, hacia 1952. Su evolución es peculiar, pues pasó directamente del jazz tradicional al free jazz, y desarrolló una técnica muy personal, no deudora de Bechet, en absoluto, con resortes técnicos hasta entonces desconocidos, como la aspiración de las notas frente a su "soplido", técnica que fue luego masivamente adoptada por los músicos de los años 1960 y 1970. Otros saxofonistas como David Murray ya utilizaban también con asiduidad el soprano antes de que John Coltrane pusiera el instrumento en primera línea del jazz, con una sola grabación: My favorite things, un sorprendente hit de ventas, que tuvo una influencia enorme en el jazz de los años posteriores. El sonido del soprano se convierte rápidamente en un sonido de moda en el jazz, tanto entre los músicos de free, como entre los post-boppers, y todos los arreglistas lo incluyen en su paletas orquestales: Quincy Jones, Gil Evans, Thad Jones, Oliver Nelson...
Un gran número de saxofonistas usaron, a partir de este momento, el soprano con frecuencia, a veces incluso de forma predominante: Pharoah Sanders, Archie Shepp, Joseph Jarman, Sam Rivers, Roscoe Mitchell, John Surman, Oliver Nelson, Charlie Mariano, Jerome Richardson, Zoot Sims... Sin embargo, la gran figura del saxo soprano en los años 1970 y el más influyente en el desarrollo del instrumento después de Bechet y Coltrane, ha sido Wayne Shorter quien, para Berendt, se encuentra "como saxofonista soprano, mas no como tenor, a la altura de los más grandes improvisadores del jazz", con un sonido expresivo, aislado, reflexivo, suspendido. La influencia de Shorter es especialmente evidente en los músicos de jazz rock y fusión, como Tom Scott, Ernie Watts, Barbara Thompson o Ian Underwood.
A partir de los años 1980, en la escena del jazz se impone un estilo de tocar el saxo soprano que se separa, claramente, de la entonación "africanizada" y expresiva de los saxofonistas de free-jazz y post-bop, originando una escuela que Berendt llama de "soprano puro, según la vena del esteticismo contemporáneo",  y cuyos ejemplos más influyentes son Dave Liebman, Paul Winter y Jan Garbarek, especialmente el sonido melancólico de este último, "uno de los músicos europeos que han influido también sobre los músicos norteamericanos".

## Saxo alto
Apenas es posible encontrar músicos de hot que utilizaran el saxo alto, y menos aun que establecieran un estilo propio capaz de influir en otros instrumentistas. A finales de los años 1920 y comienzo de los 30, la nómina de altos era muy escasa y poco significativa. Estaba Don Redman, cuya influencia como arreglista y líder de big bands es indudable, pero que apenas se prodigaba como saxofonista ocasionalmente; también, Frankie Trumbauer (a quien podemos oír en la banda de Bix Beiderbecke), que ni siquiera tocaba el alto, sino el saxo melódico, afinado en do y con tesitura intermedia entre el alto y el tenor; y poco más. Ello es lo que ha permitido a algunos autores decir que la historia del saxo alto de jazz comienza en la época del Swing, ya bien entrada la década de 1930.
Será precisamente con la consolidación de las big bands de Swing cuando el saxo alto comience a adoptar un papel protagonista, desarrollándose tres escuelas impulsadas por los tres saxofonistas alto de mayor relieve de la época: Johnny Hodges, Benny Carter y Willie Smith, respectivamente. El sonido de Hodges se caracterizaba por un "vibrato cálido y expresivo y un modo de fundir los sonidos a manera de glissando", cargado de melancolía, que generó un gran número de discípulos, los más importantes de los cuales fueron Woody Herman y Charlie Barnet, este último llegando casi al mimetismo. Por su parte, Carter tenía un sonido claro y ligero, casi contrapuesto al de Hodges, y fue el modelo en que se inspiraron la mayor parte de los músicos de big band. Finalmente, Willie Smith representó la línea de los saxos enérgicos y poderosos, menos influyente en el tiempo que los otros dos. Fuera de estas tres escuelas, solo consiguieron una proyección importante (y buenas ventas de discos) algunos de los saxos de jump, el estilo bailable originario de los ghettos de las grandes ciudades, y especialmente de Harlem, con figuras como Earl Bostic o Peter Brown.
Hasta bien entrados los años 1940 no se produjo una profunda renovación en el saxo alto de jazz, y lo hizo de dos formas bien diferentes, contemporáneas e igualmente influyentes: Por un lado, Charlie Parker quien "cambió, literalmente, la técnica, el estilo y el sonido del jazz", adquiriendo un papel tan grande en la historia del jazz que prácticamente ha ensombrecido a cualquier otro saxo alto de bop incluyendo a Sonny Stitt, quien había llegado a desarrollar un sonido muy parecido al de Parker de forma independiente. Por otro, la escuela cool, cuyo principal pilar sonoro fue Lee Konitz, de líneas abstraccionistas y brillantes, y que influyó decisivamente en músicos como Paul Desmond, Bud Shank, Herb Heller y Paul Horn. Sin embargo, fue el estilo de Parker el que acabó definiendo todo el desarrollo posterior, incluso en los propios seguidores de Konitz, aumentando su influencia en las décadas siguientes y creando una escuela que comenzó con Art Pepper y siguió con casi todos los altos de los cincuenta y sesenta: Lou Donaldson, Cannonball Adderley, Jackie McLean, Charles McPherson, Oliver Nelson, Phil Woods, Charlie Mariano, Frank Strozier...
Hasta 1959, Parker sería la única referencia entre los altos. Ese año, irrumpió Ornette Coleman, cuya música representó "la primera reflexión fundamental sobre los procedimientos y materiales básicos del jazz desde las innovaciones de Charlie Parker", y tuvo un "efecto liberador" sobre los restantes saxofonistas altos, hasta el punto de que, para muchos autores, Coleman es uno de los tres grandes nombres de la historia de jazz, junto con Louis Armstrong y Charlie Parker: Eric Dolphy, Marion Brown, Anthony Braxton, Roscoe Mitchell, Oliver Lake y toda la generación más importante de altoistas en la historia del jazz, se adentraron por la vía del free jazz. Toda la historia posterior del saxo alto en jazz está fundamentada en estos dos pilares, Parker y Coleman, incluso entre los músicos que provienen del jazz rock, como David Sanborn, Eric Marienthal o Fred Lipsius.

## Saxo tenor
El Saxo tenor se ha convertido en uno de los instrumentos del jazz por excelencia, hasta el punto de que se han afirmado del mismo cosas como:

"Las mejores afirmaciones que los negros han hecho de lo que es su alma, las han realizado en el saxofón tenor"
-Ornette Coleman

Su evolución dentro del jazz, sin embargo, ha sido gradualmente creciente, desde el jazz tradicional en el que prácticamente no encontramos intérpretes de tenor, hasta la gran explosión de los años 1940 en que, en palabras de Joachim E. Berendt, el jazz se tenorizó, hasta que, ya entrados los años 1970, fue sustituido en su posición prominente por los instrumentos eléctricos.
Solo algunos intérpretes de tenor de jazz tradicional han quedado en la historia del instrumento: Bud Freeman, representante del llamado Estilo Chicago, o Gene Sedric, que grabó abundantemente con Fats Waller. No sería hasta la llegada del swing, en los años 1930, que comenzaron a aparecer tenoristas en las bandas de jazz, y al principio alrededor de una única escuela cuya cabeza fue Coleman Hawkins, con un estilo caracterizado por su sonoridad poderosa y voluminosa y el dramatismo de sus líneas melódicas. Todos los que tocaban el tenor en esos años, eran discípulos de Hawkins: Chu Berry, Ben Webster, Ike Quebec, Illinois Jacquet, Hershel Evans, Buddy Tate, Frank Wess, Paul Gonsalves, Eddie Lockjaw Davis, Flip Phillips, Benny Golson, Charlie Ventura... Sin embargo, la gran explosión del saxo tenor llegó en los cuarenta, precisamente cuando comenzó a declinar, aunque no desaparecer, la influencia de Hawkins y Lester Young se convirtió en el "hombre fuerte" del tenor. Su sonido era lo contrario del de aquel: suave, a media voz, de amplias líneas líricas y centrado en las tesituras altas del instrumento. 

"Todos querían que tocara como Hawkins, solo porque Hawk tenía gran éxito en aquellos momentos; pero, ¿porqué debía hacerlo si podía tocar como yo mismo?"
- Lester Young

Young influyó en el estilo de casi todos los saxos tenores de su generación y posteriores, comenzando incluso por los que ya tenían una cierta tendencia a la sonoridad de Hawkins, como Gene Ammons. Berendt organiza a los seguidores de Young en dos grandes bloques: De un lado, los músicos que reunieron las ideas de Lester con el bop (Wardell Gray, James Moody, Budd Johnson, Frank Foster, Dexter Gordon, Sonny Stitt...); de otro, los de la escuela del "moderno clasicismo". Esta última, donde de forma más abundante y vigorosa se nota la influencia de Lester, tuvo sus principales respresentantes en los estilos West Coast y Cool, especialmente en lo que se ha dado en llamar "sonido Four Brothers". La nómina es larga e importante: Allen Eager, Stan Getz, Herbie Steward, Zoot Sims, Al Cohn, Buddy Collette, Bob Cooper, Dave Pell, Richie Kamuca, Jimmy Giuffre, Jack Montrose... No obstante, algunos tenores claramente influenciados por Lester, no son susceptibles de encuadrarse en ninguna de estas dos escuelas; entre ellos, Paul Quinichette o Wayne Marsh.
De alguna forma emparentado con la citada línea "Lester + bop", ya a mediados de los años 1950, Sonny Rollins será quien rompa el fuerte predominio de Young en el tenor y logre una significación que se proyecta hasta bien entrados los sesenta. Su estilo recoge las ideas de Charlie Parker, los planteamientos melódicos y el fraseo abierto de Lester Young y un sonido voluminoso, a lo Coleman Hawkins, aunque sin su vibrato. Durante un tiempo, la aparición de John Coltrane, que de alguna manera seguía sus mismos planteamientos pero logró un impacto mucho mayor, frenó su liderazgo. No obstante, su influencia, incluso mediatizada por la de Coltrane, se refleja en músicos relativamente "independientes", como Barney Wilen, Hank Mobley, Johnny Griffin, Harold Land, Yusef Lateef, Stanley Turrentine, Booker Ervin, Teddy Edwards, Roland Kirk, Clifford Jordan, J.R. Monterose, Bobby Jones... Con el paso del tiempo, la influencia de Coltrane fue cada vez mayor entre los tenoristas, hasta el punto de que puede decirse que, desde su época de esplendor a mitad de la década de 1960, todos los saxofonistas modernos son sus "discípulos". Berendt, los divide también en dos grandes grupos: Por un lado, los que se encuentran "a este lado de la tonalidad" (Joe Henderson, George Coleman, Charles Lloyd, Joe Farrell, Billy Harper y otros muchos); por otro, los que, procedentes de la vanguardia del "free tonal", se encuentran en la frontera de la tonalidad, encabezados por Archie Shepp (cuyo principal drama fue "convertirse en un clásico sin haber llegado a ser nunca realmente revolucionario"), e incluyendo a Albert Ayler, Pharoah Sanders, Dewey Redman, David Murray, Chico Freeman, John Gilmore... Precisamente esa mezcla de influencias del free jazz y Coltrane encontró un terreno abonado en Europa, donde los tenoristas lograron desarrollar un estilo propio, una escuela totalmente separada de los músicos norteamericanos. Algunos de los más destacados intérpretes de tenor europeos fueron Willem Breuker, Peter Brötzman, Jan Garbarek, Evan Parker o Allen Skidmore. 
A partir de la década de 1970, comienzan a aparecer una serie de escuelas de tenor ya liberadas de la poderosa influencia de Coltrane. Por supuesto, la corriente de saxos tenores vinculados a los conceptos de la fusión y, especialmente, del jazz rock. La cabeza más visible de este movimiento fue Wayne Shorter que, tiempo atrás, se había dado a conocer en el campo del hard bop en un estilo claramente deudor de Coltrane, aunque las figuras más propiamente "fusion" fueron músicos como Michael Brecker, John Klemmer, Tom Scott, Wilton Felder, Branford Marsalis, Lou Marini o Benny Maupin. También, por supuesto, figuras periféricas como Gato Barbieri. También, y especialmente a partir de los años 1980, un buen número de saxofonistas tenores retomaron el bop: Von Freeman, Dave Schnitter, Bob Berg, George Adams, Pete Christlieb, Hadley Caliman o Lew Tabackin, entre otros, en muchos casos con evidentes influencias de músicos como Dexter Gordon o Sonny Rollins.

## Saxo barítono
En la medida en que el saxo barítono integró, desde finales de los años 1920, la sección de maderas de las big bands, ha estado presente en el jazz desde el nacimiento del Swing. Sin embargo no puede hablarse de una verdadera eclosión del instrumento hasta que se afianza el hard bop y, sobre todo, el West Coast jazz. Durante al menos tres décadas, la escena del barítono en jazz estuvo totalmente dominada por Harry Carney, con un carácter monopolístico que no se da en ningún otro instrumento de jazz. Su estilo, potente, intenso y áspero, marcó a casi dos generaciones de instrumentistas entre los que destacaron Ernie Cáceres y Jack Washington.
Con la llegada del bop y el cool, de repente, floreció un gran número de barítonos de alta calidad, comenzando por Serge Chaloff, quien aplicó a su instrumento todas las innovaciones técnicas de Parker, y Pepper Adams, cuyo sonido afilado y ronco era claramente deudor del de Carney. El más conocido y con mayor proyección de todos los barítonos de esta generación, fue Gerry Mulligan, que llegó a ser elegido como el mejor ejecutante del instrumento por 42 años consecutivos (1953-1996) por la influyente revista Down Beat. Sin embargo, la Costa Oeste proporcionó otras figuras como Bob Gordon, y en la tradición bop se desvelaron músicos como Cecil Payne, Charlie Fowlkes, Ronnie Cuber, Jack Nimitz o Nick Brignola. También hubo barítonos destacables en el campo del free jazz, como Pat Patrick o John Surman, y en el del jazz moderno, incluyendo a Hamiet Bluiett y Henry Threadgill.